# 藤田日出男
藤田 日出男（ふじた ひでお、1934年 - 2008年6月6日）は、日本の航空会社の元副操縦士、航空ジャーナリスト。京城（現・韓国ソウル特別市）生まれ。

## 来歴･人物
- 1945年の終戦と共に帰国。
- 1956年3月、大阪府立大学農学部獣医学科卒業。
- 1958年、運輸省航空大学校卒業。同年、日本航空に入社、パイロットとしてコンベア880、ダグラス DC-8に乗務。
- 1966年2月1日、乗員･整備士と共に運輸省航空局長に面会した。コンベア880型機の乗務員になった1960年代半ばの時代、これまでのプロペラ機とジェット機が同じ航路を飛んでいた。性能の違いもあって航速が倍以上違うため、プロペラ機をジェット機が追い越していくことが頻繁にあった。こうした危険な実情を伝えるための直談判であるが、話に耳を傾けていた航空局長は、面白く無さそうに「あんたがたは、近く事故でも起こるとでもいうのかね？」と言い放ってその場を退席した。この3日後の2月4日、全日空羽田沖墜落事故が起きる。千歳空港から羽田に向かっていたボーイング727型機は乗客･乗員合わせて133名全員の犠牲者を出した。これは当時の事故として世界最大の惨事であった。また1965年(昭和40年)にボーイング727型機は、3件の墜落事故を起こしている。日本での事故を含めると、半年間に4件もの墜落事故を起こしたことになり、機体の飛行特性に注目が集まりその信頼性を疑問視する声もあった。その後、日本航空乗員組合の内部機関「航空安全推進連絡会議」設立に参加。航空安全活動を開始する。
- 1985年8月12日、日本航空123便墜落事故発生の一報を、翌日乗務予定便の出発地・成田空港で聞き付け、乗務を交代してもらい、仲間と共に群馬県へ急行し、独自の事故調査を開始する。事故調査の基になる資料は、すべて事故調査委員会と警察が持ち、航空関係者にも公開されずに秘密扱いであり、外部からの疑問に対して真摯に答えないという日本の事故原因調査の在り方を良しとしないものである。こうした航空業界の悪癖・病理は「日本の社会全体に蔓延する病理と同根であろう。医療事故、原発事故でも同様のことが起こってはいないか」[1] との問題提起をしている。
- 1987年、英国クランフィールド工科大学で航空事故調査の基礎を学ぶ。
- 1994年、日本航空を定年退社。その後は「日本乗員組合連絡会議」事故対策委員を務めた。
- 2008年6月6日、死去。

## 著書
- 『隠された証言―JAL123便墜落事故』新潮社、2003年8月。ISBN 4-10-462001-7。
  - 文庫版　2006年8月。ISBN 4-10-129351-1。
- 『あの航空機事故はこうして起きた』新潮社、2005年9月。ISBN 978-4-10-603556-2。
- 『この飛行機が安全だ! - データで見る世界の空の安全度』宝島社、2006年4月。

## そのほか
2005年8月12日にTBSテレビが放映した「ボイスレコーダー〜残された声の記録〜ジャンボ機墜落20年目の真実」では、藤田自身が出演したほか、過去を再現したドラマパートでは藤田役を竹中直人 が演じた。